# Macquartia erythrocera
Macquartia erythrocera là một loài ruồi trong họ Tachinidae.